# Осенний бал
«Осенний бал» (эст. Sügisball) — эстонский фильм 2007 года, снятый режиссёром Вейко Ыунпуу по мотивам одноимённого романа Мати Унта. Другое название фильма — «Ласнамяэский бал», по названию района Ласнамяэ, в котором происходит действие фильма.
По словам постановщика, фильм повествует о человеческом безразличии, о том, как бывает нелегко достучаться друг до друга. Абсурд серых будней сменяется забавными житейскими зарисовками — местами фильм может показаться смешным. Жанр фильма — чёрная комедия об одиночестве, отчаянии и безнадёжности.
Мировая премьера состоялась 7 сентября 2007 года на 64-м Венецианском кинофестивале, где фильм получил главную премию в программе «Горизонты». В Эстонии премьера фильма состоялась 13 сентября 2007 года.

## Сюжет
Фильм рассказывает о шести жителях спального района, которых объединяет чувство одиночества. Писатель Мати следит за бывшей женой через окно — близость с другими женщинами не вызывает в нём страсти. Старый холостяк, парикмахер Август Каск влюбляется в маленькую девочку, из-за чего оказывается обвинённым в педофилии. Мать–одиночка Лаура смотрит телевизор — она не доверяет мужчинам, и потому оставила попытки найти любимого человека. Архитектор Маурер думает о благе для всего человечества, но не заботится о своей жене, которая ищет утешения со швейцаром Тео. Швейцар нравится женщинам, но из-за своего низкого социального положения никем не воспринимается всерьёз.

## В ролях
- Райн Толк — писатель Мати
- Таави Ээльмаа — швейцар Тео
- Юхан Ульфсак — архитектор Маурер
- Тийна Таурайте — жена архитектора Маурера
- Маарья Якобсон — мать-одиночка Лаура
- Ирис Перссон — дочь Лотта
- Сулеви Пелтола — парикмахер Август Каск
- Миртель Похла — Яна

## Саундтрек
1. Bohren & der Club of Gore — «Kleiner Finger», «Zeigefinger», «Mittelfinger», «Ringfinger», «On Demon Wings»
2. Вельо Тормис — «Kust tunnen kodu»
3. Ник Кейв — «Spell»
4. Моцарт — «Реквием»
5. Songs of Green Pheasant — «The Burning Man»
6. Virmalised — «Naer»
7. Godspeed You! Black Emperor — «Static»
8. Свен Грюнберг — «Ball»

## Награды и номинации
- 2007 год — Главная премия в программе «Горизонты» на 64-м Венецианском международном кинофестивале[3]
- 2007 год — Премия лучшему режиссёру на 48-м Международном кинофестивале в Салониках[4]
- 2007 год — Приз за лучшую режиссуру на 9-м Международном кинофестивале в Братиславе[5]
- 2008 год — Главный приз фестиваля «Киношок»[6]